# ذرات زیراتمی

تصویری از اتم هلیوم که مقیاس آن صحیح نیست

در فیزیک و شیمی به ذرات کوچکتر از اتم ذره زیراتمی گفته می‌شود. این ذرات به دو دسته ذرات بنیادی و ذرات ترکیبی تقسیم می‌شود.
فیزیک ذرات و فیزیک هسته‌ای بخشی از فیزیک هستند که به مطالعه این ذرات می‌پردازند.
معروفترین ذرات زیراتمی الکترون‌ها، پروتون‌ها و نوترون‌ها هستند. الکترون ذره بنیادی و غیرقابل تقسیم است و پروتون و نوترون ذرات ترکیبی هستند که از سه کوارک تشکیل شده‌اند.

## طبقه‌بندی ذرات

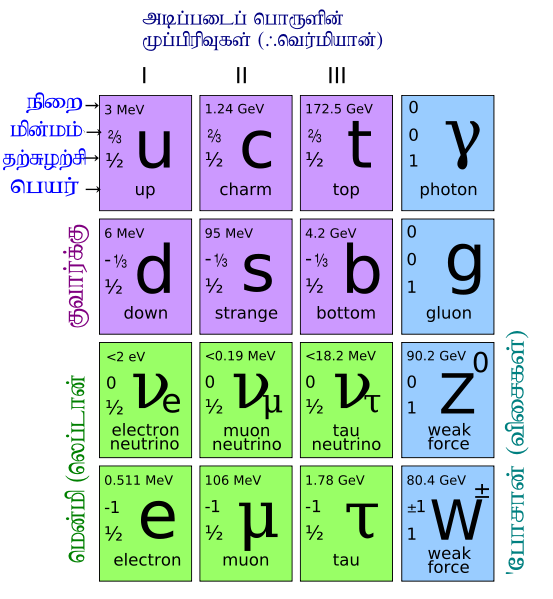
طبقه بندی ذرات زیر اتمی

ذرات به سه روش طبقه‌بندی می‌شوند.

### طبقه‌بندی براساس آمار
هر ذره‌ای بر پایه اسپین آن، در یک دسته آماری جای می‌گیرد. ذرات با اسپین نیمه صحیح از آمار فرمی-دیراک پیروی کرده و فرمیون نامیده می‌شوند. ذرات با اسپین صحیح از آمار بوز-اینشتین پیروی کرده و بوزون نامیده می‌شوند.

### طبقه‌بندی براساس ترکیبات
انواع مختلف ذرات بنیادی طبقه‌بندی خاص خود را در مدل استاندارد دارند و به سه دسته اصلی کوارک و لپتون و ذرات واسطه تقسیم می‌شوند.
ذرات ترکیبی به دسته‌های ذرات فرضی و هسته و هادرون طبقه‌بندی می‌شوند.
هر ذره متشکل از کوارک‌ها هادرون نامیده می‌شود که خود هادرون به دو دسته مزون و باریون تقسیم می‌شود. مزون‌ها از دو کوارک و باریون‌ها از سه کوارک تشکیل شده‌اند.

### طبقه‌بندی براساس جرم
ذرات به دسته‌های بدون جرم و جرم‌دار تقسیم می‌شوند. ذرات جرم دار به سه دسته سبک‌وزن (مانند لپتون) و میان وزن (مانند مزونها) و سنگین‌وزن (مانند باریونها) تقسیم می‌شود.